# Awidja
Awidja (trl. avidyā) – pojęcie z filozofii indyjskiej, oznaczające niewystarczająco refleksyjną postawę wobec rzeczywistości, obecne w doktrynach religii dharmicznych.

## Hinduizm
Awidja określana może być jako indywidualny stan niewiedzy (większe lub mniejsze, ale nadal jeszcze zagubienie danej atmana w świecie). W życiu awidja przejawia się cierpieniami, których zakres zależy od zakresu samoświadomości („im więcej świadomości, tym mniej cierpienia”).

Pojawiały się wątpliwości, czy jest rozbieżność między awidją a mają. Postulowano, że awidja manifestuje trzy guny. Natomiast maja zawiera w przewadze gunę sattwy.

## Buddyzm
W buddyzmie termin awidji, czyli niewiedzy, ma kluczowe znaczenie, jako pierwsze i fundamentalne ogniwo powstawania cierpień dukkha, spośród dwunastu ogniw współzależnego powstawania.